# Armenië op het Eurovisiesongfestival 2010
Armenië deed mee aan het Eurovisiesongfestival 2010 in Oslo, Noorwegen. Het was de 5de deelname van het land op het Eurovisiesongfestival. De nationale omroep hield een nationale finale om de Armeense vertegenwoordiger te selecteren.

## Nationale finale
Op 13 december gaf de Armeense omroep AMRTV te kennen deel te zullen nemen in 2010. Op 18 december werden de eerste details voor de nationale selectie bekend. Een nationale finale zou worden gehouden 14 februari 2010 en er zouden tien artiesten deelnemen. Liedjes konden worden ingestuurd naar AMRTV tot 1 februari. De winnaar zou worden gekozen door televisiekijkers en een jury. Op 4 februari werden de tien deelnemende liedjes bekendgemaakt.
Op 10 februari werd bekendgemaakt dat zangeres Sonya, die zou deelnemen met het lied "Never", zich had teruggetrokken wegens gezondheidsproblemen.
Er waren gastoptredens van onder meer Sirusho, Andre, Luara Hayrapetian en Lys Assia.
De winnaar van de finale werd Eva Rivas met het lied "Apricot Stone".
| Startplaats | Artiest          | Lied                        | Tekstschrijver (t) / Componist (c)       | Jury | Televote | Televote | Totaal | Plaats |
| ----------- | ---------------- | --------------------------- | ---------------------------------------- | ---- | -------- | -------- | ------ | ------ |
| 1           | Another Story    | "Ays dzmer"                 | A. Sargsian (t & c)                      | 3    | 7        |          | 10     | 5      |
| 2           | Ani Arzumanian   | "The Mermaid Song"          | A. Nersisian (t & c)                     | 8    | 6        |          | 14     | 4      |
| 3           | Meline Beglarian | "We Must Believe"           | M. Beglarian (t & c)                     | 5    | 3        |          | 8      | 6=     |
| 4           | Emmy & Mihran    | "Hey (Let Me Hear You Say)" | V. Ter-Yeghishian (c), M. Kirakosian (t) | 12   | 8        | 10.400   | 20     | 2      |
| 5           | David Ashotian   | "Infected Dreams"           | D. Ashotian (t & c)                      | 2    | 5        |          | 7      | 9      |
| 6           | Nick Egibian     | "Countdown"                 | N. Egibian (t & c)                       | 6    | 2        |          | 8      | 6=     |
| 7           | Maria Kizirian   | "Little Red Riding Hood"    | M. Kizirian (t & c)                      | 4    | 4        |          | 8      | 6=     |
| 8           | Razmik Amian     | "My Love"                   | V. Petrosian (c), V. Zadoian (t)         | 7    | 10       | 10.500   | 17     | 3      |
| 9           | Eva Rivas        | "Apricot Stone"             | A. Martirosian (c), K. Kavalerian (t)    | 10   | 12       | 22.000   | 22     | 1      |

N.B. Alleen voor de top 3-plaatsen werd de keuze van de televisiekijkers bekendgemaakt.

## In Oslo
Armenië trad aan in de 2de halve finale met als start nummer 2. Het land bereikte de finale waar ze uiteindelijk 7de werden.

### Gekregen punten

#### Halve Finale 2
| 12 punten         | 10 punten                        | 8 punten      | 7 punten | 6 punten   |
| ----------------- | -------------------------------- | ------------- | -------- | ---------- |
| - Cyprus - Israël | - Georgië - Nederland - Roemenië | - Oekraïne    |          |            |
| 5 punten          | 4 punten                         | 3 punten      | 2 punten | 1 punt     |
| - Zweden          | - Turkije                        | - Zwitserland |          | - Litouwen |

#### Finale
| 12 punten                      | 10 punten                     | 8 punten             | 7 punten                                    | 6 punten                                               |
| ------------------------------ | ----------------------------- | -------------------- | ------------------------------------------- | ------------------------------------------------------ |
| - Israël - Nederland - Rusland | - Georgië                     | - Bulgarije - Spanje | - België - Cyprus - Duitsland - Griekenland | - Frankrijk - Moldavië - Roemenië - Turkije - Oekraïne |
| 5 punten                       | 4 punten                      | 3 punten             | 2 punten                                    | 1 punt                                                 |
| - Wit-Rusland - Polen          | - Noord-Macedonië - Slowakije |                      |                                             | - Letland - Servië - Zweden                            |

### Punten gegeven door Armenië

#### Halve Finale 2
Punten gegeven in de halve finale:
| 12 punten | Georgië    |
| 10 punten | Oekraïne   |
| 8 punten  | Israël     |
| 7 punten  | Kroatië    |
| 6 punten  | Cyprus     |
| 5 punten  | Denemarken |
| 4 punten  | Roemenië   |
| 3 punten  | Zweden     |
| 2 punten  | Litouwen   |
| 1 punt    | Ierland    |

#### Finale
Punten gegeven in de finale:
| 12 punten | Georgië     |
| 10 punten | Rusland     |
| 8 punten  | Oekraïne    |
| 7 punten  | Spanje      |
| 6 punten  | Frankrijk   |
| 5 punten  | Denemarken  |
| 4 punten  | Portugal    |
| 3 punten  | Griekenland |
| 2 punten  | Noorwegen   |
| 1 punt    | Roemenië    |